# Boeromedusa auricogonia
Boeromedusa auricogonia är en nässeldjursart som beskrevs av Bouillon 1995. Boeromedusa auricogonia ingår i släktet Boeromedusa och familjen Boeromedusidae. Inga underarter finns listade i Catalogue of Life.